# Simpaticul domn R
Simpaticul domn R este un film românesc din 1969 regizat de Ștefan Traian Roman. Rolurile principale au fost interpretate de actorii Mihai Pălădescu, Silviu Stănculescu, Virgil Ogășanu.

## Distribuție
Distribuția filmului este alcătuită din:
- Mihai Pălădescu — Dima
- Mihai Niculescu — Marius
- Virgil Ogășanu — Remmy
- Geo Barton — Turtureanu
- Horea Popescu — Marian
- Gilda Marinescu — Cornelia
- Enikö Oss — Toto
- Ioana Ioniță — Femeia misterioasă
- Emil Hossu — Mihai
- Silviu Stănculescu — Marcel

## Primire
Filmul a fost vizionat de 1.756.849 de spectatori în cinematografele din România, după cum atestă o situație a numărului de spectatori înregistrat de filmele românești de la data premierei și până la data de 31 decembrie 2014 alcătuită de Centrul Național al Cinematografiei.